# Cappadonna
Darryl Hill (nacido el 18 de  septiembre de 1969), más conocido por su nombre artístico Cappadonna, es un rapero estadounidense, miembro del grupo de rap de Nueva York Theodore Unit así como miembro también de Wu-Tang Clan.

## Discografía

### Álbumes
| Nombre del álbum        | Fecha de publicación |
| ----------------------- | -------------------- |
| The Pillage             | 24 de marzo de 1998  |
| The Yin and the Yang    | 3 de abril de 2001   |
| The Struggle            | 7 de octubre de 2003 |
| The Cappatilize Project | 22 de julio de 2008  |
| Slang Prostitution      | 27 de enero de 2009  |

### Álbumes de colaboración
- 718 (con Theodore Unit).

### Sencillos y EP
- 1996 Banda sonora Don't Be a Menace - tema con "Winter Warz"
- 1998 "Slang Editorial"
- 1998 "Run"
- 1999 "Black Boy"
- 2001 "Super Model"
- 2007 "Don't Turn Around"
- 2009 "Somebody's Got To Go"